# 껍질불로초속
껍질불로초속(Trachyderma)은 담자균강 구멍장이버섯목 불로초과에 속하는 균류 속의 하나이다.

## 하위 종
- 거친껍질불로초[2]